# Танасюк Сергій Анатолійович
Сергій Анатолійович Танасюк (нар. 12 листопада 1968, Покровське (Нікопольський район), Дніпропетровська область, УРСР) — радянський та український футболіст, захисник.

## Кар'єра гравця
Вихованець ДЮСШ міста Дніпропетровськ, перший тренер — А. Казанцев. Футбольну кар'єру розпочав у 1986 році в складі горлівського «Шахтаря», який виступав у Другій лізі чемпіонату СРСР (зіграв 4 поєдинки).
З 1987 по 1988 рік проходив військову службу. У 1989 році був демобілізований, після чого виступав в аматорських клубах «Шахтар» (Олександрія) та «Південьсталь» (Єнакієве).
У 1991 році став гравцем аматорського клубу «Явір» (Краснопілля), який наступного року стартував у Другій лізі України. У цій команді виконував функції капітана.
Влітку 1994 року перейшов до рівненського «Вересу», однак в жовтні 1994 року приєднався до «ЦСКА-Борисфен».
У сезоні 1995/96 років захищав кольори тернопільської «Ниви».
Влітку 1996 року став гравцем львівських «Карпат».
На початку 1998 року разом з Романом Гнатівим та В'ячеславом Єфименком відправився в запорізьке «Торпедо».
Влітку 1999 році повернувся на один сезон до «Карпат».
У 2000 році перейшов до олександрійської «Поліграфтехніки». Дебютував у футболці «поліграфів» 23 липня 2000 року в програному (0:1) виїзному поєдинку Першої ліги проти ФК «Львів». Сергій вийшов на поле в стартовому складі та відіграв увесь матч. Єдиним голом у складі олександрійської команди відзначився 18 серпня 2001 року на 27-й хвилині програного (1:2) виїзного поєдинку Першої ліги проти маріупольського «Металурга». Танасюк вийшов на поле в стартовому складі та відіграв увесь матч. У футболці «Поліграфтехніки» у чемпіонаті України зіграв 44 матчі та відзначився 1 голом, ще 2 поєдинки провів у кубку України.
Влітку 2003 року завершив кар'єру у складі ужгородського «Закарпаття».

## Кар'єра тренера
По завершенні кар'єри гравця розпочав тренерську діяльність. У 2004 році очолював команду «Буг-ОЛНОВА» (Бузьк) з чемпіонату Львівської області.

## Життя після футболу
Починаючи з 2006 року працює таксистом у Львові.

## Досягнення
- Вища ліга чемпіонату України
  -  Бронзовий призер (1): 1998

- Перша ліга чемпіонату України
  -  Бронзовий призер (1): 2001